# 足立区立桜花小学校
足立区立桜花小学校（あだちくりつおうかしょうがっこう）は、東京都足立区花畑6丁目にある公立小学校。

## 概要
- 本校は、桑袋小学校と花畑東小学校が統合して開校した[2]。

## 沿革
- 1997年（平成9年）4月1日 - 開校。

## 教育目標
- 一.よく考える子
- 二.思いやりのある子
- 三.たくましい子

## 通学区域
出典
- 花畑2丁目（17番以降）
- 花畑3丁目（33番以降）
- 花畑5丁目（11番・13番以降）
- 花畑6丁目（全域）
- 花畑7丁目（全域）
- 花畑8丁目（全域）

## 進学先中学校
出典
- 足立区立花畑北中学校

## 学校周辺
- 足立区役所桜花住区センター - 敷地が隣接。
- 足立区立會組公園 - 敷地が隣接。
- 老人ホームツクイ・サンシャイン足立
- 足立区立花畑北中学校 - 主な進学先
- 東京都道466号内匠橋花畑線
- 社会福祉法人檸檬会レイモンド花畑保育園 - 進学前保育園のひとつ。
- UR都市再生機構花畑団地

## アクセス
- 東武バス
  - 「北11」・「六19」の各系統で、「花畑六丁目」バス停から、徒歩3分。
  - 「花22」系統で、「花畑北中入口」バス停から、徒歩3分。
    - なお、「花畑北中入口」バス停には、「北11」・「六19」の各系統も停車するが、「花畑六丁目」バス停で降りるより、若干距離が延びる。

  - 「竹15」・「竹15-2」・「六18」・「綾40」・「綾40-2」の各系統で、「花畑団地」バス停から、徒歩5分。